# Hrabstwo Treutlen

Piramida wieku hrabstwa

Hrabstwo Treutlen (ang. Treutlen County) – hrabstwo w stanie Georgia w Stanach Zjednoczonych. Jego siedzibą administracyjną jest Soperton. Według spisu z 2020 roku liczy 6406 mieszkańców, w tym 31% to Afroamerykanie. 

## Nazwa
Nazwa hrabstwa pochodzi od nazwiska John A. Treutlen (1726–1782), pierwszego wybranego gubernatora Georgii (1777–1778).

## Geografia
Według spisu z 2010 obszar całkowity hrabstwa obejmuje powierzchnię 202,19 mil2 (524 km²), z czego 200,66 mil2 (520 km²) stanowią lądy, a 1,53 mil2 (4 km²) stanowią wody. 

### Sąsiednie hrabstwa
- Hrabstwo Emanuel, Georgia (północny wschód)
- Hrabstwo Montgomery, Georgia (południowy wschód)
- Hrabstwo Wheeler, Georgia (południowy zachód)
- Hrabstwo Laurens, Georgia (zachód)

## Polityka
Hrabstwo jest przeważająco republikańskie, gdzie w wyborach prezydenckich w 2020 roku, 68,3% głosów otrzymał Donald Trump i 30,9% przypadło dla Joe Bidena. 